# Nights LP
Nights LP (gesamter Titel: Nights LP: 12 Songs by Mark Kozelek (Live & Rare Versions: 1996-2007)) ist ein limitiertes Kompilations-Album von Mark Kozelek, das am 1. April 2008 zusammen mit Kozeleks aktualisierten und erweiterten Lyrics-Buch Nights of Passed Over veröffentlicht wurde. Die CD kann nur mit der neuen, auf 2500 Kopien limitierten Auflage des Buches via Caldo Verde Records erworben werden. Das Album umfasst bis dato nicht veröffentlichte und seltene Songs aus Kozeleks gesamter Karriere, aufgenommen zwischen 1996 und 2007.

## Track listing
1. „Michigan“ (Live at Union Chapel, 9. Mai 2007) – 4:50
2. „Drop“ (Live at Union Chapel, 9. Mai 2007) – 5:48
3. „Heron Blue“ (Drum Version, 2007) – 5:20
4. „Leo and Luna“ (2006) – 2:11
5. „Carry Me Ohio“ (Jam Version, 2002) – 9:46
6. „Gentle Moon“ (Live at Fnac, 1. Juli 2002) – 5:01
7. „Duk Koo Kim“ (10″ Version) – 10:33
8. „Wop-a-Din-Din“ (Live in Lisbon, 23. Mai 2001) – 6:00
9. „Metropol 47“ (Demo Version, 1999) – 2:37
10. „Cruiser“ (Malmö Version, 1999) – 4:52
11. „Smokey“ (Demo Version, 1997) – 4:59
12. „River“ (Live at KCRW, 18. Dezember 1996) – 8:35

- Komponist aller Songs: Mark Kozelek.